# 能代市子ども館
能代市子ども館（のしろしこどもかん）は、秋田県能代市大町にある教育文化施設である。

## 概要
子どもたちの遊び・体験・交流を通して、夢と希望を育み、心豊かに育つ手助けをすることを目的として昭和62年(1987年)4月5日に開設された。
鉄筋コンクリート造２階建であり、宇宙について学ぶ展示・体験スペースとなっている。1階は防災や動植物などを学ぶ自然科学館だったが2023年の改装により「ノビシロ宇宙ラボ」という展示スペースとなった。このほか遊び場などがある吹き抜けホールがあり、2階は宇宙館と会議室になっている。
宇宙館は能代市内に能代ロケット実験場がある縁から宇宙航空研究開発機構（JAXA）協力による宇宙にちなんだ模型などを展示しているほか、県内2番目の規模となるプラネタリウムがある。
また屋外には噴水やアスレチックがある。

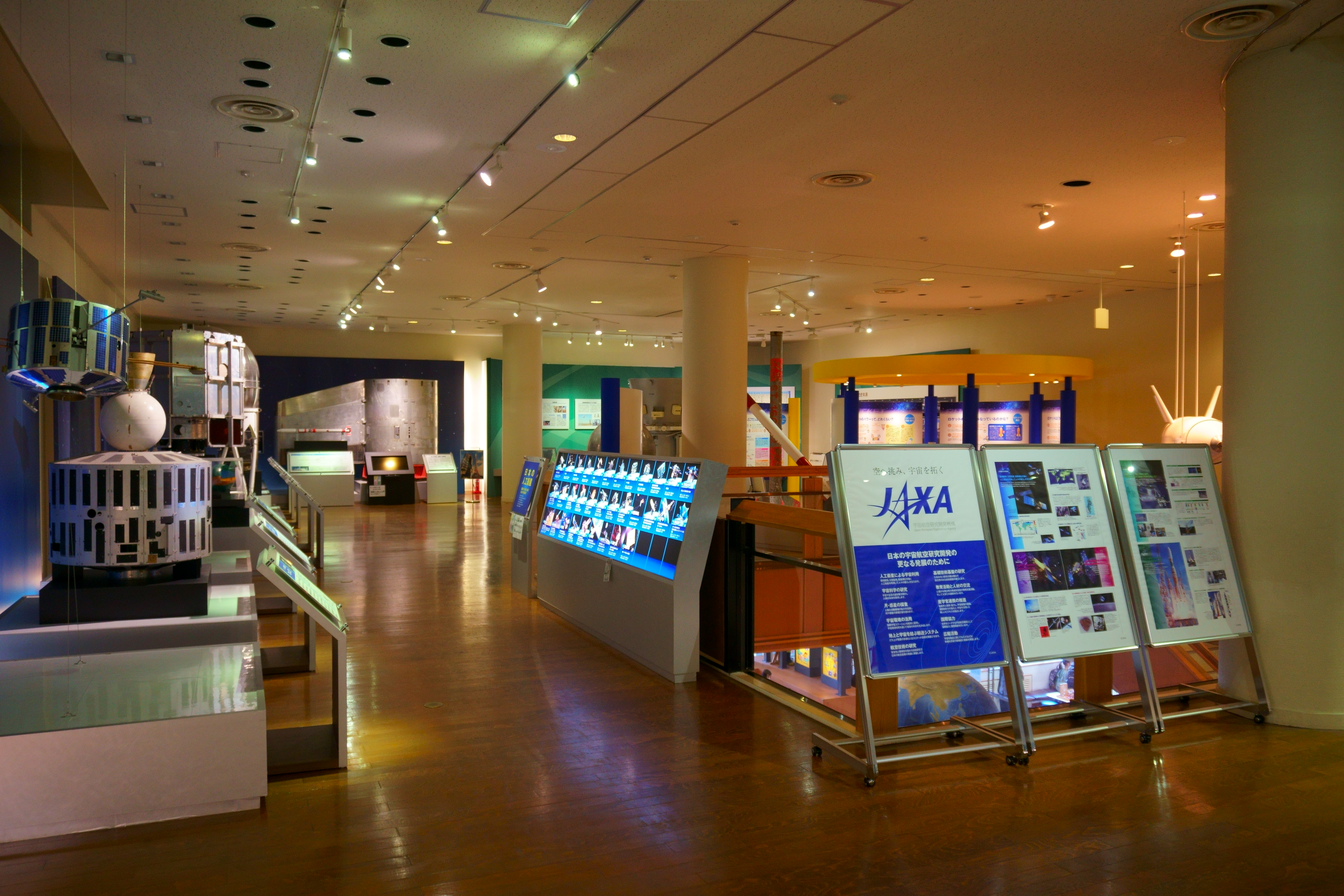
人工衛星の模型等が展示されている2階宇宙館

## 歴史
- 1987年（昭和62年） - 開設
- 2012年（平成24年） - リニューアル
- 2018年（平成30年） - プラネタリウムをリニューアル
- 2023年（令和5年） - 1階展示室をリニューアル

## 休館日・開館時間
出典:
開館時間
- 9：00～17：00

休館日
- 月曜日、第4金曜日（祝日を除く）
- 祝日または振り替え休日の翌日
- 年末・年始 （12/28～1/4）

## 周辺
- 能代市総合体育館
- 能代公園
- 能代市民プール
- イオン能代店
- 風の松原
- 米代川

## 交通アクセス

### 公共交通機関
- 能代駅より徒歩15分。
- 能代南ICより車15分（駐車場20台）。